# Cherokee, Kansas
Cherokee är en ort i Crawford County i Kansas. Vid 2010 års folkräkning hade Cherokee 714 invånare.